# 川上村 (岐阜県恵那郡)
川上村（かわうえむら）は、岐阜県恵那郡にあった村である。2005年2月13日に周辺6町村と共に中津川市へ編入合併された。

## 地理
岐阜県東端に位置し、長野県に接する村。村の北部は阿寺山地の南端にあたり、奥三界岳・夕森山など標高1,500mを超える山々がそびえる。それらの山塊に端を発する川上川が渓谷を作って南流し、村の中央を縦断する。村域の約9割が山林によって占められ、耕地や集落は川上川の両岸に広がる。
- 山：奥三界岳（奥三界山）、夕森山
- 河川：川上川

### 大字・小字
- 大字:川上（かわうえ）
- 小字:

#### あ行
- 上平（うえだいら）
- 奥屋（おくや）

#### た行
- タハタ

#### ま行
- 丸野（まるの）
- 森平（もりだいら）
- 【過去に存在した小字】三つ山

### 隣接していた自治体
- 恵那郡付知町、福岡町、坂下町
- 長野県木曽郡南木曽町、大桑村

## 歴史
- 鎌倉時代初期から戦国時代末期まで、地頭苗木遠山氏の領地。
- 江戸時代は尾張藩領。

### 沿革
- 1905年（明治38年）7月1日 川上村が坂下村より分立し発足。
- 2005年（平成17年）2月13日 周辺6町村と共に中津川市に編入合併され消滅。

### 寺院
- 浄光寺（曹洞宗） - 岐阜県関市下有知の龍泰寺の末寺

## 行政
- 村長：田代鋭（1997年12月6日〜2005年2月13日）

## 姉妹都市・友好都市
- 全国川上町村連絡協議会
  - 長野県 南佐久郡 川上村
  - 奈良県 吉野郡 川上村
  - 岡山県 真庭郡 川上村
  - 岡山県 川上郡 川上町
  - 山口県 阿武郡 川上村

## 教育

### 中学校
- 川上中学校

### 小学校
- 川上小学校

### 2005年以前に廃校となった学校
- 岐阜県立坂下高等学校川上分校（1954年廃校）

## 交通

### バス
- 濃飛バス

### 道路
高速道路
- 村内に高速道路はなし。

一般国道
- 村内に一般国道はなし。

主要地方道
- 岐阜県道3号福岡坂下線

一般県道
- 岐阜県道411号裏木曽公園線

## 名所・旧跡・観光スポット
- 夕森公園
  - 夕森キャンプ場
  - 竜神の滝
  - 夕森国際マス釣り場